# Arena Van Vletingen

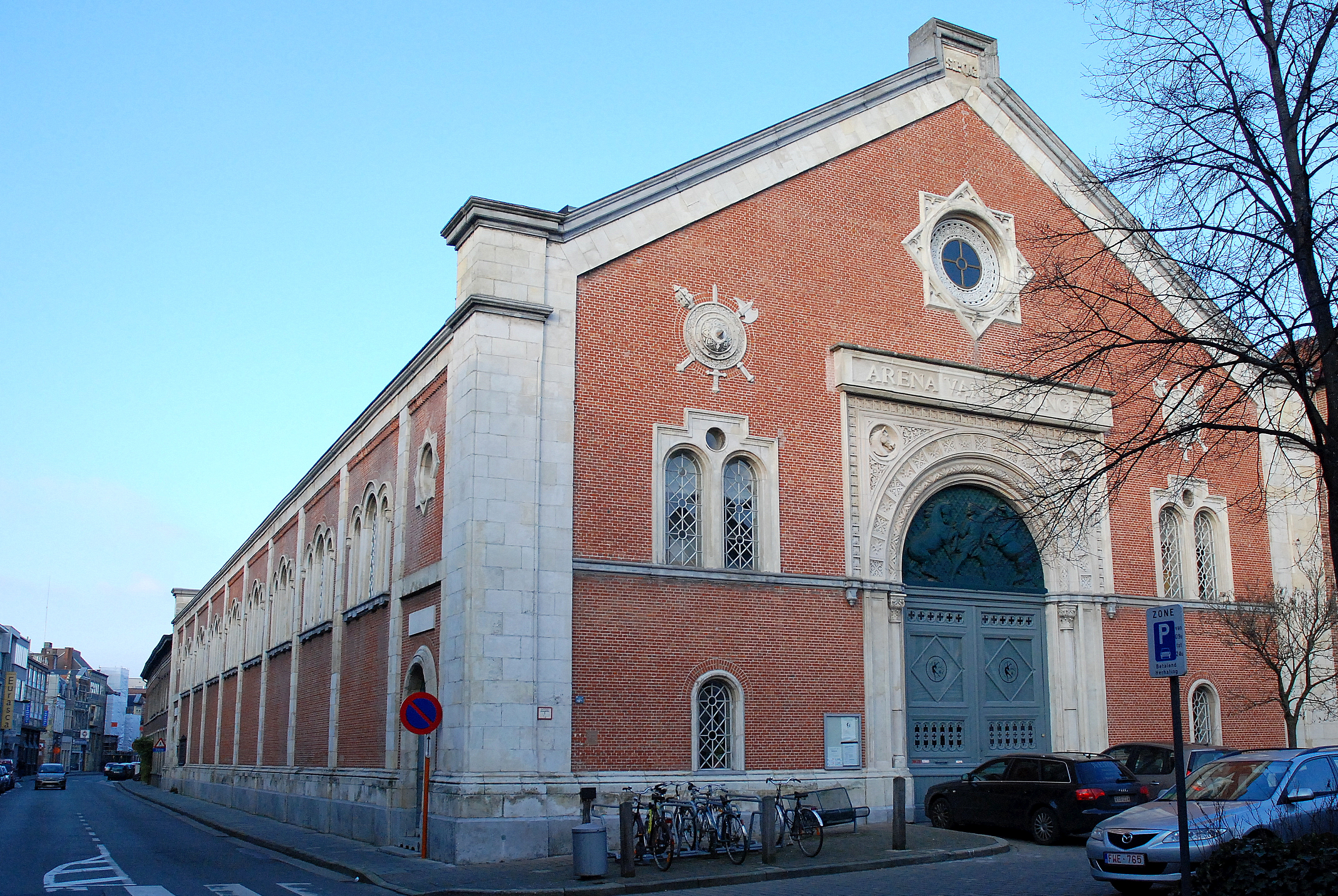
De Arena van Vletingen

De Arena Van Vletingen is een gebouw in de Belgische stad Gent, opgetrokken tussen 1851 en 1853. De voormalige rijbaan doet thans dienst als zaal voor ritmische gymnastiek. Het is een ontwerp van architect Lodewijk Roelandt.

## Geschiedenis
In de 19e eeuw startte Gent met een groot urbanisatieplan voor de stad waarbij ook het Klein Begijnhof in de Lange Violettestraat onder druk kwam te staan.
In 1851 besliste men alleen de tuin van de pastoor van het begijnhof te onteigenen voor de oprichting van een rijschool voor de ruiterijkazerne in het vroegere Pesthuis Sint-Macharius, de Rijbaan Adjudant Van Vletingen. De rijbaan werd genoemd naar Henri-Auguste Van Vletingen, geboren in Hasselt, een onderofficier die op 18 augustus 1914, in het begin van de Eerste Wereldoorlog tijdens de Slag bij Sint-Margriete-Houtem sneuvelde. Stadsarchitect Lodewijk Roelandt kreeg de opdracht die hij in neoromaanse stijl uitvoerde. Voordien leerden de kurassiers paard rijden op de Keizersvest.
Het reliëf van de hand van beeldhouwer Pieter De Vigne-Quyo, boven de toegangspoort, benadrukt de oorspronkelijke functie van het gebouw: twee steigerende paarden die door een man in bedwang worden gehouden.
Met het verdwijnen van de ruiterij verloor het gebouw zijn functie en werd het een stapelplaats voor goederen. De bescherming in 1994 en de vraag van een vereniging voor een nieuwe locatie zorgde voor restauratie en herinrichting van het interieur, zijn huidige bestemming en zijn nieuwe naam.